# محمد کشاورز (بازیکن فوتسال)
محمد کشاورز
(زاده ۱۴ تیر ۱۳۶۱ در شهر ری) و اصالتا نصرآباد اردستان در استان اصفهان یک بازیکن فوتسال اهل ایران است.او بزرگ شده محله میدان معلم در منطقه شاه عبدالعظیم حسنی در شهر ری تهران می‌باشد و چند سالی است ساکن شهر اصفهان است. از جمله افتخارات او بهترین بازیکن فوتسال آسیا در سال ۲۰۱۱ است. از افتخارات مربیگری محمد کشاورز میتوان به سه قهرمانی لیگ برتر فوتسال در سالها ۱۴۰۰، ۱۴۰۲ و۱۴۰۳ با تیم فوتسال گیتی پسند اصفهان اشاره کرد.